# Football Club Utrecht 2013-2014
Questa voce raccoglie le informazioni riguardanti il Football Club Utrecht nelle competizioni ufficiali della stagione 2013-2014.

## Stagione
Nella stagione 2013-2014 l'FC Utrecht ha disputato l'Eredivisie, massima serie del campionato olandese, terminando il torneo al decimo posto con 41 punti conquistati in 34 giornate, frutto di 11 vittorie, 8 pareggi e 15 sconfitte. Nella KNVB beker l'FC Utrecht è sceso in campo dal secondo turno, raggiungendo i quarti di finale dove è stato eliminato dal N.E.C.. In Europa League è stato eliminato subito al secondo turno preliminare dai lussemburghesi del Differdange 03: dopo la sconfitta in trasferta per 2-1, il ritorno ad Utrecht si è concluso in parità sul 3-3, nonostante la tripletta realizzata da Jacob Mulenga.

## Rosa
| N. |                        | Ruolo | Calciatore                    |
| -- | ---------------------- | ----- | ----------------------------- |
| 1  | Paesi Bassi (bandiera) | P     | Robbin Ruiter                 |
| 2  | Paesi Bassi (bandiera) | D     | Mark van der Maarel           |
| 3  | Belgio (bandiera)      | D     | Timothy Derijck               |
| 5  | Paesi Bassi (bandiera) | D     | Davy Bulthuis                 |
| 6  | Svezia (bandiera)      | C     | Johan Mårtensson              |
| 7  | Francia (bandiera)     | A     | Édouard Duplan                |
| 8  | Paesi Bassi (bandiera) | C     | Jens Toornstra                |
| 9  | Zambia (bandiera)      | A     | Jacob Mulenga                 |
| 10 | Australia (bandiera)   | A     | Thomas Oar                    |
| 11 | Paesi Bassi (bandiera) | A     | Cedric van der Gun (capitano) |
| 12 | Paesi Bassi (bandiera) | A     | Leon de Kogel                 |
| 12 | Francia (bandiera)     | D     | Matthieu Delpierre            |
| 13 | Paesi Bassi (bandiera) | D     | Gévero Markiet                |
| 14 | Paesi Bassi (bandiera) | D     | Kai Heerings                  |
| 15 | Paesi Bassi (bandiera) | C     | Mark Diemers                  |
| 16 | Paesi Bassi (bandiera) | C     | Yassin Ayoub                  |
| 18 | Giappone (bandiera)    | C     | Yoshiaki Takagi               |
| 18 | Stati Uniti (bandiera) | A     | Juan Agudelo                  |

| N. |                        | Ruolo | Calciatore           |
| -- | ---------------------- | ----- | -------------------- |
| 19 | Australia (bandiera)   | C     | Adam Sarota          |
| 20 | Paesi Bassi (bandiera) | A     | Bob Schepers         |
| 20 | Germania (bandiera)    | D     | Christian Dorda      |
| 21 | Paesi Bassi (bandiera) | C     | Willem Janssen       |
| 22 | Belgio (bandiera)      | A     | Steve De Ridder      |
| 23 | Svezia (bandiera)      | D     | Marcus Nilsson       |
| 24 | Spagna (bandiera)      | C     | Fernando Quesada     |
| 25 | Paesi Bassi (bandiera) | D     | Kenny Teijsse        |
| 27 | Serbia (bandiera)      | D     | Aleksandar Bjelica   |
| 29 | Paesi Bassi (bandiera) | C     | Elroy Pappot         |
| 30 | Paesi Bassi (bandiera) | P     | Jeroen Verhoeven     |
| 31 | Paesi Bassi (bandiera) | C     | Thijs van Hofwegen   |
| 36 | Paesi Bassi (bandiera) | D     | Jordy van der Winden |
| 42 | Paesi Bassi (bandiera) | D     | Sean Klaiber         |
| 47 | Paesi Bassi (bandiera) | A     | Gyliano van Velzen   |
| 48 | Paesi Bassi (bandiera) | A     | Romano van der Stoep |
| 49 | Paesi Bassi (bandiera) | A     | Cedric Badjeck       |
|    | Paesi Bassi (bandiera) | C     | Danny Koevermans     |

## Risultati

### Eredivisie

#### Girone di andata
| 4 agosto 2013, ore 14:30 1ª giornata | Utrecht | 1 – 1 | Go Ahead Eagles |  |

| 11 agosto 2013, ore 14:30 2ª giornata | Groningen | 2 – 0 | Utrecht |  |

| 18 agosto 2013, ore 16:30 3ª giornata | Twente | 6 – 0 | Utrecht |  |

| 25 agosto 2013, ore 16:30 4ª giornata | Utrecht | 2 – 0 | AZ Alkmaar |  |

| 1 settembre 2013, ore 14:30 5ª giornata | PEC Zwolle | 1 – 1 | Utrecht |  |

| 15 settembre 2013, ore 16:30 6ª giornata | Utrecht | 2 – 1 | RKC Waalwijk |  |

| 22 settembre 2013, ore 14:30 7ª giornata | Feyenoord | 1 – 0 | Utrecht |  |

| 28 settembre 2013, ore 19:45 8ª giornata | Utrecht | 3 – 3 | Roda JC |  |

| 6 ottobre 2013, ore 12:30 9ª giornata | Ajax | 3 – 0 | Utrecht |  |

| 19 ottobre 2013, ore 19:45 10ª giornata | Utrecht | 4 – 2 | NAC Breda |  |

| 26 ottobre 2013, ore 19:45 11ª giornata | Cambuur | 3 – 1 | Utrecht |  |

| 3 novembre 2013, ore 16:30 12ª giornata | Utrecht | 2 – 0 | Heerenveen |  |

| 9 novembre 2013, ore 19:45 13ª giornata | Vitesse | 3 – 1 | Utrecht |  |

| 24 novembre 2013, ore 12:30 14ª giornata | Utrecht | 3 – 0 | ADO Den Haag |  |

| 30 novembre 2013, ore 20:45 15ª giornata | Heracles Almelo | 1 – 2 | Utrecht |  |

| 6 dicembre 2013, ore 20:00 16ª giornata | Utrecht | 2 – 0 | N.E.C. |  |

| 15 dicembre 2013, ore 16:30 17ª giornata | Utrecht | 1 – 5 | PSV |  |

#### Girone di ritorno
| 22 dicembre 2013, ore 14:30 18ª giornata | Go Ahead Eagles | 2 – 1 | Utrecht |  |

| 19 gennaio 2014, ore 14:30 19ª giornata | Utrecht | 2 – 5 | Feyenoord |  |

| 25 gennaio 2014, ore 19:45 20ª giornata | Roda JC | 1 – 0 | Utrecht |  |

| 2 febbraio 2014, ore 12:30 21ª giornata | Utrecht | 1 – 1 | Ajax |  |

| 6 febbraio 2014, ore 18:45 22ª giornata | Utrecht | 1 – 2 | PEC Zwolle |  |

| 9 febbraio 2014, ore 14:30 23ª giornata | RKC Waalwijk | 5 – 2 | Utrecht |  |

| 15 febbraio 2014, ore 20:45 24ª giornata | AZ Alkmaar | 1 – 1 | Utrecht |  |

| 23 febbraio 2014, ore 12:30 25ª giornata | Utrecht | 1 – 0 | Groningen |  |

| 2 marzo 2014, ore 12:30 26ª giornata | Utrecht | 1 – 1 | Twente |  |

| 8 marzo 2014, ore 20:45 27ª giornata | PSV | 1 – 0 | Utrecht |  |

| 16 marzo 2014, ore 14:30 28ª giornata | N.E.C. | 2 – 2 | Utrecht |  |

| 2 aprile 2014, ore 18:45 29ª giornata | Utrecht | 1 – 0 | Cambuur |  |

| 28 marzo 2014, ore 20:00 30ª giornata | NAC Breda | 2 – 2 | Utrecht |  |

| 6 aprile 2014, ore 12:30 31ª giornata | ADO Den Haag | 4 – 1 | Utrecht |  |

| 13 aprile 2014, ore 14:30 32ª giornata | Utrecht | 2 – 1 | Heracles Almelo |  |

| 27 aprile 2014, ore 14:30 33ª giornata | Heerenveen | 4 – 1 | Utrecht |  |

| 3 maggio 2014, ore 18:45 34ª giornata | Utrecht | 2 – 1 | Vitesse |  |

### UEFA Europa League
| Arbitro: | Alain Bieri |

|                   |           |            |
| Er Rafik 26’, 57’ | Marcatori | 2’ Mulenga |

| Arbitro: | Nikolai Yordanov |

|                       |           |                                             |
| Mulenga 45’, 49’, 54’ | Marcatori | 26’ Er Rafik 64’ (rig.) Franzoni 72’ Bastos |

## Statistiche

### Statistiche di squadra
| Competizione          | Punti | In casa | In casa | In casa | In casa | In casa | In casa | In trasferta | In trasferta | In trasferta | In trasferta | In trasferta | In trasferta | Totale | Totale | Totale | Totale | Totale | Totale | DR  |
| Competizione          | Punti | G       | V       | N       | P       | Gf      | Gs      | G            | V            | N            | P            | Gf           | Gs           | G      | V      | N      | P      | Gf     | Gs     | DR  |
| --------------------- | ----- | ------- | ------- | ------- | ------- | ------- | ------- | ------------ | ------------ | ------------ | ------------ | ------------ | ------------ | ------ | ------ | ------ | ------ | ------ | ------ | --- |
| Eredivisie            | 41    | 17      | 10      | 4       | 3       | 31      | 23      | 17           | 1            | 4            | 12           | 15           | 42           | 34     | 11     | 8      | 15     | 46     | 65     | -19 |
| Coppa dei Paesi Bassi | -     | 1       | 1       | 0       | 0       | 4       | 1       | 3            | 2            | 0            | 1            | 4            | 2            | 4      | 3      | 0      | 1      | 8      | 3      | +5  |
| UEFA Europa League    | -     | 1       | 0       | 1       | 0       | 3       | 3       | 1            | 0            | 0            | 1            | 1            | 2            | 2      | 0      | 1      | 1      | 4      | 5      | -1  |
| Totale                | -     | 19      | 11      | 5       | 3       | 38      | 27      | 21           | 3            | 4            | 14           | 20           | 46           | 40     | 14     | 9      | 17     | 58     | 73     | -15 |